# Sapranthus microcarpus
Sapranthus microcarpus là loài thực vật có hoa thuộc họ Na. Loài này được (Donn.Sm.) R.E.Fr. miêu tả khoa học đầu tiên năm 1900.